# Tapiroidea
Tapiroidea – nadrodzina ssaków z podrzędu gruboskórców (Ceratomorpha) w obrębie rzędu nieparzystokopytnych (Perissodactyla).

## Systematyka
Do nadrodziny należy jedna występująca współcześnie rodzina:
- Tapiridae J.E. Gray, 1821 – tapirowate

Opisano również rodziny wymarłe:
- Deperetellidae Radinsky, 1965
- Helaletidae Osborn & Wortman, 1892
- Isectolophidae Peterson, 1919
- Lophialetidae Matthew & Granger, 1925
- Lophiodontidae Gill, 1872

Rodzaje wymarłe o niepewnej pozycji systematycznej i nie sklasyfikowane w żadnej z powyższych rodzin:
- Indolophus Pilgrim, 1925[4] – jedynym przedstawicielem był Indolophus guptai Pilgrim, 1925
- Sastrilophus Sahni & Khare, 1972[5] – jedynym przedstawicielem był Sastrilophus dehmi Sahni & Khare, 1972
- Thuliadanta Eberle, 2005[6] – jedynym przedstawicielem był Thuliadanta mayri Eberle, 2005